# M/S Kerry
M/S Kerry är ett RoPax-fartyg som sedan 2022 går i trafik för Balearia och ägs av Stena RoRo.
Fartyget är det femte i det som utvecklades till den mycket långa serien av RoPax-fartyg från Visentini, med 24 levererade fartyg mellan 1997 och 2011.

## Historik
Fartyget levererades 2001 som M/S Cartour till Levantina Trasporti, Bari, Italien och sattes i trafik Caronte Turist, Italien. 2007 såldes fartyget till Vietnam och fick namnet M/S Vinashin Prince, senare samma år M/S Hoa Sen. År 2014 köptes fartyget av Stena RoRo och fick namnet M/S Stena Egeria, men fortsatte på olika charteruppdrag i Asien till 2017. Då chartrades fartyget ut till Adria Ferris och sattes på linjen Durres–Ancona under namnet M/S Af Michela. År 2019 chartrades fartyget ut till Brittany Ferries och fick namnet M/S Kerry.
I november 2020 chartrades det ut till DFDS under samma namn där det fick gå på flera linjer, bland annat mellan Karlshamn och Klaipeda. Ny charter från februari 2022 till Balearia för trafik till Ibiza.